# Sagesse de Jésus-Christ
La Sagesse de Jésus-Christ ou Sophia de Jésus-Christ est le nom d'un écrit gnostique chrétien dont la date de composition est mal établie et remonte selon les chercheurs au IIe siècle ou aux débuts du IIIe siècle, peut-être en Égypte ou en Syrie.
Probablement rédigé à l'origine en grec, des versions en copte sahidique datant de la fin du IVe siècle figurent dans la quatrième partie du codex III de Nag Hammadi ainsi que dans le codex de Berlin (8502,3). Il existe également un fragment d'une version grecque datant du début du IVe siècle comptant une cinquantaine de lignes dans le papyrus d'Oxyrhynque 1081.
Souvent présentée avec Eugnoste le Bienheureux avec lequel la Sagesse a beaucoup d'éléments en commun et dont elle a longtemps été considérée comme une simple réécriture christianisée, la nature de la relation entre les deux document est désormais débattue.

## Origine et influences
Outre sa filiation avec Eugnoste le Bienheureux, l'auteur de la Sagesse de Jésus-Christ témoigne d'une connaissance de certains écrits néotestamentaires, plus particulièrement de l’Évangile selon Jean et des Épîtres de Paul aux Corinthiens. Le cadre narratif du texte semble dans sa forme inspiré de l’Apocryphon de Jean et on y relève des influences de l’Hypostase des Archontes (en) ou encore Tonnerre ou Esprit Parfait. Si l'auteur semble ainsi avoir approché les milieux séthiens, la Sagesse de Jésus-Christ ne peut pas être a priori intégrée au corpus séthien.

## Le titre
Le titre figure au début du codex III,4 de Nag Hammadi sous la forme « La Sophia de Jésus Christ » ainsi qu'au du codex de Berlin qui reprend la même formulation en sa conclusion, précédée du mot « Amen ». La conclusion de NH III,4 ne mentionne elle que « La Sophia de Jésus », précédée du même mot.
On ne trouve pas une telle expression dans le Nouveau Testament mais le concept de Sagesse (en grec ancien Σοφία, Sophia) y est souvent attaché à Jésus de Nazareth. Certains exégètes, se référant aux enseignements du Sauveur contenus dans le traité, rendent le titre par l'usage du mot « Sagesse » tandis que d'autres préfèrent ne pas traduire le titre et conserver la graphie grecque Sophia pour marquer la référence à une hypostase céleste. Pour Michel Tardieu, il pourrait s'agir d'une imitation de titres en grec de  livres deutérocanoniques comme la Sagesse de Salomon ou la Sagesse de Jésus fils de Sirach.
Selon Catherine Barry, le titre pourrait comporter un double sens, de nature exotérique et ésotérique. Pour la première, elle fait référence à la notion néotestamentaire de sagesse liée à Jésus ; pour l'autre, elle relève de la doctrine gnostique attribuant une compagne - Sophia - au Sauveur et induirait ainsi « l'essentiel du mythe anthropogonique » du texte, « la chute dans la matière et la remontée auxquels président Sagesse et Sauveur ».

## Le contenu
La Sagesse de Jésus-Christ est un dialogue de révélation qui met en scène le Christ après la résurrection qui s'entretient en Galilée avec un groupe de ses disciples - « ses douze disciples et sept femmes » - parmi lesquels sont cités Thomas - présenté comme l'initié parfait, seul à reconnaitre le Sauveur - Philippe, Matthieu et Barthélemy ainsi que Marie, disciples typiques de la tradition gnostique. Cette historisation correspond à la fin de l'échec de la recherche de Dieu par les hommes et, au terme de ces échanges et le départ du Sauveur, les disciples entament leur prédication qui « marque la période destinée à la maturation spirituelle de l'humanité ». En dehors de ce cadre temporel, du développement d'une théologie de l'histoire et de la forme dialoguée, le discours et la réponse aux questions est souvent une reproduction verbatim d’Eugnoste le Bienheureux, texte lui rédigé sous forme d'épître mais, selon Christiane Barry, le remanieur du texte d’Eugnoste vise à s'affirmer et s'identifier en tant que chrétien.
Le thème principal du traité tourne essentiellement autour de l'incarnation de l'âme et de sa remontée. L'apparition du Christ sous forme d'un ange de Lumière qu'on ne peut décrire témoigne probablement des débats entre chrétiens gnostiques et ceux relevant de la Grande Église, les premiers défendant le fait que la chair soit irrémédiablement périssable - ce qui est ici appliqué au Christ lui-même - position vivement combattue par les Pères de l'Église. 
La révélation
Le Sauveur dénonce d'abord l'échec de la recherche de Dieu afin d'établir la vérité dont il est porteur car il est issu de la Lumière infinie. Il est met en évidence sa capacité à révéler la vérité aux disciples capables de la recevoir qui, s'ils sont dignes d'avoir accès à cette connaissance, tirent leur véritable origine non de la matière mais du Sauveur lui-même.
Le Sauveur entame ensuite la partie cosmogonique de sa révélation, insistant sur la puissance d'engendrement accordée à l'Esprit : le Père du Tout inconnu Inengendré est défini comme l’Esprit générateur qui a, dans sa bonté, engendré d'autres esprits capables à leur tour d'engendrer à ses côtés. Ensuite, la puissance génératrice du Père inconnu s'applique à l'Homme immortel ainsi qu'au Fils de l'Homme, puisque quand ces derniers se manifestent, c'est à partir « de l'Esprit de la Lumière ». Plus loin, l'auteur explique que la manifestation divine a pour but d'aboutir aux disciples à travers l'Homme qui n'est manifesté que pour permettre d'atteindre le salut grâce à l'interprète qui clos le règne de l'oubli.
Par après, il décrit la descente du spirituel en la matière du Sauveur et à la Sagesse rendue possible par la syzygie de ces derniers, décrivant l'oubli que subira le spirituel descendu dans la matière et son salut grâce au Sauveur. Enfin, répondant à une question de Marie sur la condition et le destin des disciples, le Sauveur décrit le voile qui sert de séparation entre le monde supérieur des éons célestes et le monde inférieur : ceux qui suivent les éons sont des « manifestations voilées », ce qui génère une perte d'éclat lors de la progression de l'essence spirituelle, dans un assombrissement qui prélude le monde matériel dans lequel se rend l'élément spirituel, nature véritable des disciples.
Après une présentation des différents niveaux de connaissance et des degrés d'accession au repos qui leur correspondent, le traité finit par une récapitulation des révélations et l'instauration des disciples en tant que « Fils de la Lumière ». Le texte se conclut alors en décrivant le début de la mission des disciples.

## Débats
La question se pose chez les exégètes de savoir le lien de dépendance précis entre la Sagesse de Jésus-Christ et Eugnoste le Bienheureux qui sont souvent présentés ensemble. Les chercheurs s'accordent en effet pour estimer que ce dernier est la source du premier. Mais là où Michel Tardieu ne voit dans celui-ci qu'une réécriture christianisée du second, Catherine Barry - s'accordant cependant avec le consensus qui veut que la Sagesse de Jésus-Christ soit dépendante d'Eugnoste -  y voit une refonte christianisée de la doctrine d’Eugnoste mais considère qu'il s'agit également du développement d'éléments de doctrine contenus en germe dans Eugnoste.
De la même manière, l'intention de l'auteur fait l'objet de débats : certains chercheurs voient dans La Sagesse un texte à vocation purement missionnaire s'adressant à des gnostiques non-chrétiens, d'autres un document servant à asseoir la nouvelle identité de gnostiques déjà christianisés ou encore un texte servant à convaincre des chrétiens non-gnostiques que le Christ enseignait le gnosticisme.